# Konstruktivism (konst)

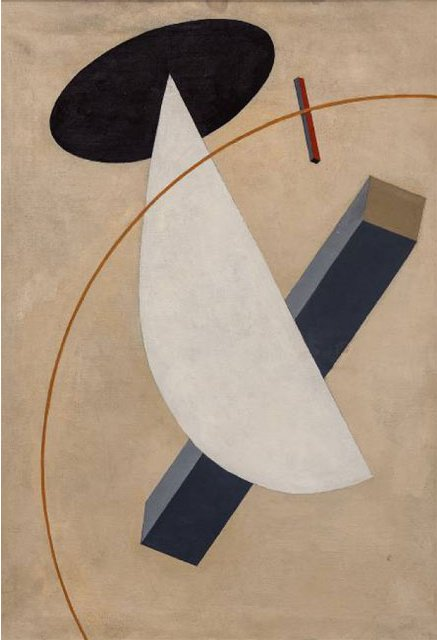
Proun Vrasjtjenia av El Lisitskij, 1919

Konstruktivism är en konstnärlig riktning med rötterna i Ryssland, där en grupp konstnärer började nyttja termen efter revolutionens slut 1917. Konstruktivisterna eftersträvade en samhällsnyttig konst där man ägnade sig åt grenar bortom den traditionella bildkonsten: arkitektur, scenografi och massproduktioner såsom affischer, möbler och kläder. Själva ordet konstruktivism går att härleda till latinets construo, som betyder ungefär 'bygga upp' eller 'konstmässigt åstadkomma'.

## Rörelsens födelse

### Den sovjetiska konstruktivismen
Med inspiration av Pablo Picassos kubism började den ryske konstnären Vladimir Tatlin under 1910-talets första år att experimentera med tredimensionalitet i sin konst. Tatlin förespråkade maskinsamhällets material, såsom glas, trä och metall, med fokus på textur. Han lade även stor vikt vid verkens autonomi och ville betona varje objekt som en egen enhet.
1914 bosatte sig Aleksandr Rodtjenko i Moskva och kom även han under inflytande av tidens rådande konstflöden. Stilmässigt inspirerad av suprematismens geometriska, nonfigurativa konst började han snart att rikta sin blick mot industriell formgivning snarare än mot staffliet. I sällskap av många andra samtida framstående konstnärer intresserade han sig starkt för formgivning av massproducerade produkter såsom affischer, möbler och textilier. Rodtjenko ansåg att man som konstnär inte bidrog tillräckligt till samhällsnyttan genom att använda sin konst till att uttrycka sina åsikter. Tillsammans med sina anhängare eftersträvade han ett slags utilitarism där konsten sattes i produktionens händer.
Rodtjenko ses tillsammans med Tatlin som den sovjetiska konstruktivismens förgrundsgestalter. Trots att de båda ägnat sig åt konstruktivistisk konst från 1914 var det först tre år senare, efter revolutionens slut 1917, som de började tala om verken som 'konstruktioner' eller benämna sig själva 'konstruktivister'.

### Den internationella konstruktivismen
Under 1920-talet växte en internationell konstruktivism fram, vilken grundades av El Lisitskij, Theo van Doesburg och Hans Richter vid en kongress i Düsseldorf 1922. Berlin fungerade under denna tid som konstnärscentrum, där aktörer från öst och väst sammanstrålade.
Den internationella konstruktivismen var ett resultat av såväl den sovjetiska rörelsen som föregående rörelser med europeiska rötter. Två viktiga influenser var dadaismen med dess ifrågasättande av det traditionella konstbegreppet, och den växande Bauhaus-rörelsen, grundad av Walter Gropius år 1919.
Den internationella konstruktivismen skiljde sig i sitt ideal från den sovjetiska och var mer andligt syftande. Karaktäriserande för tanketraditionen kom även tidningen De Stijl att bli, grundad av Theo van Doesburg och Piet Mondrian 1917. Grundarna av tidskriften spred tanketraditionen då de genom propagandaresor spred information i Italien, Belgien och Tyskland.
Även El Lissitzky spelade en viktig roll i spridandet av konstruktivismen då han fungerade som en koppling mellan Ryssland och Europa.

## Aktörer inom konstruktivismen
- Naum Gabo
- Moisei Ginzburg
- Kerstin Hedman
- Gustav Klutsis
- El Lisitskij
- Vadim Meller
- Konstantin Melnikov
- Ljubov Popova
- Alexandr Rodtjenko
- Varvara Stepanova
- Vladimir Tatlin
- Ivan Leonidov
- Alexander Vesnin
- Ilkka Pärni
- Bröderna Stenberg
- Theo van Doesburg
- Hans Richter